# Josef Bechter

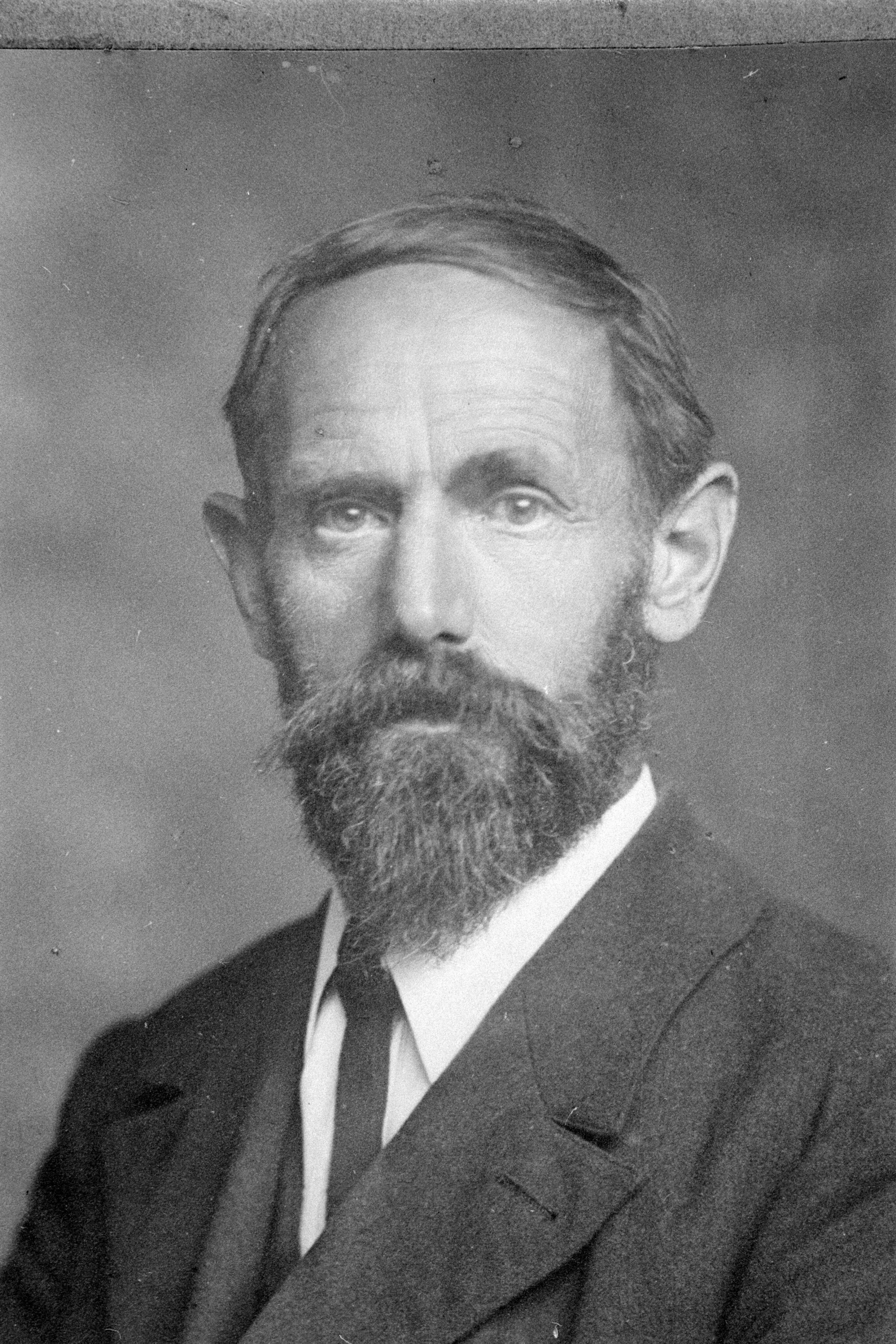
Josef Bechter

Josef Bechter, eigentlich Franz Josef Bechter, (* 3. Februar 1859 in Doren; † 16. September 1945 in  Sulzberg) war ein österreichischer Politiker (CSP) und Landwirt. Er war von 1918 bis 1923 Abgeordneter zum Vorarlberger Landtag und Gemeindevorsteher von Sulzberg.

## Ausbildung und Beruf
Bechter besuchte sechs Jahre lang die Volksschule in Doren und arbeitete bereits als Zehnjähriger bei einer ledigen Tante. Danach war er für zwölf Jahre als Knecht bei einem Nachbarn beschäftigt. In der Folge erlernte er das Handwerk des Glasers sowie das Schreinerhandwerk und war zwischen 1889 und 1891 als Armenhausverwalter in Sulzberg tätig. 1899 machte er sich als Landwirt selbständig.

## Politik und Funktionen
Bechter war Mitglied der Christlichsozialen Partei und gehörte ab dem 3. November 1918 dem Vorarlberger Landtag an. Er war zwischen 1918 und 1919 Mitglied der Provisorischen Landesversammlung und gehörte danach dem regulären Landtag bis zum Ende der Legislaturperiode am 5. November 1923 an. Er vertrat ab 1919 den Wahlbezirk Bregenz im Landtag und war Mitglied im Finanzausschuss, im Landwirtschaftsausschuss und im Steuerausschuss. Lokalpolitisch engagierte sich Bechter von 1891 bis 1904 und von 1907 bis 1919 als Gemeindevorsteher von Sulzberg.
Des Weiteren war Bechter Mitglied des Brandversicherungsvereins für 15 Gemeinden des Bezirkes Bregenz und hatte dort zwischen den Jahren 1891 bis 1919 die Funktion des Obmann inne. Er wirkte zudem als Mitgründer und der Elektrizitätsgenossenschaft Weißachtal und führte die Genossenschaft zeitweise auch als Obmann. Zudem war Bechter Mitgründer und Sennereikassier des Sennerei-Konkurrenz Sulzberg-Dorf und Mitglied des Veteranenvereins Sulzberg. Vom Veteranenverein Sulzberg wurde Bechter auch zum Ehrenmitglied ernannt.

## Privates
Bechter war der Sohn des Landwirts Josef Bechter (1811–1856) und dessen Gattin Anna Maria Fink (1827–1903). Sowohl sein Vater, als auch seine Mutter wurden in Sulzberg geboren, er selbst in der Nachbargemeinde Doren. Er heiratete am 10. Juni 1884 in Sulzberg die ebenfalls aus Sulzberg stammende Martha Katharina Blank (1849–1928) und wurde 1885 beziehungsweise 1888 Vater je einer Tochter und 1892 Vater eines Sohnes.